# Maggie Alphonsi
Margaret Alphonsi (Lewisham, 20 de diciembre de 1983) es una filántropa y exjugadora británica de rugby que se desempeñaba como ala.
Considerada como una de las mejores jugadoras de la historia, en los World Rugby Premios de 2006 fue elegida la Mejor Jugadora del Mundo, en 2010 el periódico The Sunday Times la premió como Mejor deportista británica del Año y desde 2016 es miembro del World Rugby Salón de la Fama.

## Biografía
Es hija de sudafricanos negros y nació con pie plano. Desarrolló toda su carrera en las Saracens Women de la Women's Premiership y se retiró tras consagrarse campeona del Mundo en Francia 2014.

## Selección nacional
Fue convocada a las Red Roses por primera vez en 2004 y disputó su último partido diez años después, en agosto de 2014 frente a las Canucks. En total jugó 74 partidos y marcó 140 puntos, producto de 28 tries.

### Participaciones en Copas del Mundo
Disputó las Copas del Mundo de Canadá 2006, Inglaterra 2010 y Francia 2014 donde se retiró con 30 años.
| Mundial                                | Sede       | Resultado   | PJ | Tries |
| -------------------------------------- | ---------- | ----------- | -- | ----- |
| Copa Mundial de Rugby Femenino de 2006 | Canadá     | Subcampeona | ?  | ?     |
| Copa Mundial de Rugby Femenino de 2010 | Inglaterra | Subcampeona | 4  | 2     |
| Copa Mundial de Rugby Femenino de 2014 | Francia    | Campeona    | 3  | 0     |

## Palmarés
- Campeona del Seis Naciones Femenino de 2006, 2007, 2008, 2009, 2010, 2011 y 2012.
- Campeona de la Women's Premiership de 2005–06, 2006–07, 2007–08 y 2008–09.